# Herman Rigelnik
Herman Rigelnik (* 29. březen 1942) je slovinský ekonom a politik.

## Životopis
Po absolvování ekonomie působil Rigelnik ve firmách Fecro a Kovinotehna. V letech 1982 až 1983 byl ministrem průmyslu, stavebnictví a energetiky vlády Socialistické republiky Slovinsko. V období let 1983 až 1991 byl předsedou správní rady společnosti Gorenje a v této době uskutečnil největší sanaci v tehdejší Jugoslávii. V roce 1991 se stal poradcem ministra zahraničí pro oblast Bavorska a Bádenska-Württemberska.
V roce 1992 byl jmenován místopředsedou vlády RS. V prosinci téhož roku byl zvolen předsedou Státního shromáždění Republiky Slovinsko a v této funkci setrval až do 14. září 1994. Kromě předsednické funkce byl členem výboru pro hospodářské záležitosti (do 29. října 1993) a výboru pro finanční a rozpočtovou politiku (do 14. září 1994).
V roce 1994 nastoupil na místo generálního ředitele ACH (bývalý Autocommerce), brzy poté převzal vedení slovinského zastoupení společnosti DaimlerChrysler. V letech 2000 až 2007 byl honorárním konzulem Slovinska v Brazílii.
Za mimořádné ekonomické a podnikatelské úspěchy obdržel Rigelnik několik ocenění Hospodářské komory Slovinska (1989, 2000). U příležitosti patnáctého výročí Státního shromáždění obdržel pamětní odznak a zlatou plaketu Státního shromáždění RS.